# Alfréd Schaffer
Alfréd Schaffer (Boedapest, Oostenrijk-Hongarije, 13 februari 1893 – Prien am Chiemsee, Duitsland, 30 augustus 1945) was een Hongaars voetballer en trainer.
Schaffer werd 1893 geboren in Budapest. Hij speelde voor vele clubs en zocht uit waar hij het meeste kon verdienen en was zo een van de eerste profvoetballers van het Europese continent. In 1914, 1915 en 1916 werd hij speler van het jaar in Hongarije. In 1917/18 scoorde hij 42 doelpunten en in 1918/19 41 waardoor hij Europees topschutter was.
Hij speelde 15 maal voor het nationaal elftal, waarvan 14 wedstrijden tegen Oostenrijk. Hij werd later ook trainer en in 1918 leidde hij Wacker München naar de halve finale om de Duitse titel.
In 1937 begon hij als bondscoach en leidde zijn team naar de finale van het WK, waar het team met 4:2 de wereldtitel aan Italië moest laten. In 1942 won hij met AS Roma de eerste landstitel.
Op 30 augustus 1945 vond men op het station in Prein am Chiemsee een lichaam in de trein, dat al enkele uren dood was. In eerste instantie kende niemand de overledene, maar een voetbalfan herkende Schaffer. De doodsoorzaak was niet bekend.